# Mark Vermette
Pour les articles homonymes, voir Vermette.
Mark A. Vermette (né le 3 octobre 1967 à Cochenour, Ontario, au Canada) est un ancien joueur professionnel canadien de hockey sur glace.

## Carrière de joueur
Durant son stage universitaire, il fut l'un des meilleurs joueurs de hockey sur glace de la NCAA. Il fut l'un des nommés pour remporter le trophée Hobey Baker, nommé dans l'équipe d'étoiles et aussi nommé joueur de l'année.
Son défi suivant était de se tailler un poste permanent dans la Ligue nationale de hockey. Malheureusement, il ne réussit jamais, jouant la plupart du temps avec le club-école des Nordiques de Québec, soit les Citadels d'Halifax. Il terminera sa carrière au terme de la saison 1993-94.

## Statistiques
Pour les significations des abréviations, voir Statistiques du hockey sur glace.
| Saison     | Équipe                        | Ligue      |    | Saison régulière | Saison régulière | Saison régulière | Saison régulière | Saison régulière |   | Séries éliminatoires | Séries éliminatoires | Séries éliminatoires | Séries éliminatoires | Séries éliminatoires |
| Saison     | Équipe                        | Ligue      | PJ | B                | A                | Pts              | Pun              | PJ               | B | A                    | Pts                  | Pun                  |                      |                      |
| 1984-1985  | Hounds de Notre Dame          | HS         | 43 | 24               | 28               | 52               | -                | -                | - | -                    | -                    | -                    |                      |                      |
| 1985-1986  | Lakers de Lake Superior State | NCAA       | 30 | 1                | 4                | 5                | 45               | -                | - | -                    | -                    | -                    |                      |                      |
| 1986-1987  | Lakers de Lake Superior State | NCAA       | 38 | 19               | 17               | 36               | 59               | -                | - | -                    | -                    | -                    |                      |                      |
| 1987-1988  | Lakers de Lake Superior State | NCAA       | 45 | 45               | 29               | 74               | 154              | -                | - | -                    | -                    | -                    |                      |                      |
| 1988-1989  | Citadels d'Halifax            | LAH        | 52 | 12               | 16               | 28               | 30               | 1                | 0 | 0                    | 0                    | 0                    |                      |                      |
| 1988-1989  | Nordiques de Québec           | LNH        | 12 | 0                | 4                | 4                | 7                | -                | - | -                    | -                    | -                    |                      |                      |
| 1989-1990  | Citadels d'Halifax            | LAH        | 47 | 20               | 17               | 37               | 44               | 6                | 1 | 5                    | 6                    | 6                    |                      |                      |
| 1989-1990  | Nordiques de Québec           | LNH        | 11 | 1                | 5                | 6                | 8                | -                | - | -                    | -                    | -                    |                      |                      |
| 1990-1991  | Citadels d'Halifax            | LAH        | 46 | 26               | 22               | 48               | 37               | -                | - | -                    | -                    | -                    |                      |                      |
| 1990-1991  | Nordiques de Québec           | LNH        | 34 | 3                | 4                | 7                | 10               | -                | - | -                    | -                    | -                    |                      |                      |
| 1991-1992  | Citadels d'Halifax            | LAH        | 44 | 21               | 18               | 39               | 39               | -                | - | -                    | -                    | -                    |                      |                      |
| 1991-1992  | Nordiques de Québec           | LNH        | 10 | 1                | 0                | 1                | 8                | -                | - | -                    | -                    | -                    |                      |                      |
| 1992-1993  | Citadels d'Halifax            | LAH        | 67 | 42               | 37               | 79               | 32               | -                | - | -                    | -                    | -                    |                      |                      |
| 1993-1994  | Thunder de Las Vegas          | LIH        | 77 | 22               | 38               | 60               | 61               | 4                | 0 | 0                    | 0                    | 2                    |                      |                      |
| Totaux LNH | Totaux LNH                    | Totaux LNH | 67 | 5                | 13               | 18               | 33               | -                | - | -                    | -                    | -                    |                      |                      |

## Trophées et honneurs personnels
- Central Collegiate Hockey Association
  - 1988 : nommé dans la 1re équipe d'étoiles
  - 1988 : nommé joueur de l'année
- National Collegiate Athletic Association
  - 1988 : NCAA West All-American Team